# Talena Atfield
Talena A. L. Atfield (14 de janeiro de 1983) é uma antropóloga e ex-musicista canadense.
Mais conhecida como ex-baixista das bandas de Kittie e Amphibious Assault, atualmente trabalha como professora assistente em história na Universidade de Waterloo.

## Infância e juventude
Talena cresceu em London, Ontário e tem um irmão mais jovem. No natal de 1997, aos 14 anos, ela ganhou uma guitarra como presente de Natal de seus pais, inspirando-a a seguir o caminho da música futuramente. Ela cita Bon Jovi como uma influência, já que seus pais a apresentaram à música deles aos nove anos. Antes de unir-se à Kittie, ela passou por diferentes bandas, mas nenhuma persistia além de alguns shows.

## Carreira

### Kittie
Em meados de setembro de 1999, Talena recebeu um telefonema de Mercedes Lander convidando-a a se juntar à Kittie, visto que a baixista Tanya Candler havia acabado de deixar o grupo por "motivos pessoais". Talena já conhecia a Kittie e ficou feliz em juntar-se a banda; ela então ela aprendeu a tocar baixo em duas semanas para ir a Nova York para filmar o vídeo de "Brackish". Embora ela não tenha tocado em Spit, o álbum de estreia da Kittie, a capa em prensagens posteriores foi alterada para representar sua presença. Ela atuou no segundo álbum, Oracle e nas apresentações ao vivo da banda sucedentes (ocasionalmente fazendo os backing vocals)
No dia 21 de março de 2002, a Kittie anunciou por meio de seu site oficial a saída de Talena e a adição da baixista Jennifer Arroyo (ex-SPiNE). Os motivos da saída de Talena não foram bem explicadas, e até hoje é motivo de debate entre os fãs. Uma mensagem no fórum do site, no entanto, dizia que Talena estaria sendo coagida a assinar um contrato abusivo onde ela não teria autoridade sobre sua própria imagem. Ainda que a veracidade desta informação seja questionável, o boato segue forte entre o público.
| “                                         | "Estamos muito tristes e decepcionadas que Talena tenha escolhido deixar a banda. Gostaríamos que ela tivesse ficado conosco, mas vemos isso como uma oportunidade para um novo início e prometemos aos nossos fãs uma banda mais madura e feroz com a adição de Arroyo no baixo." | ” |
| — Morgan e Mercedes no comunicado oficial | |   |

### Após a Kittie
Ela também fez parte do projeto de música industrial Amphibious Assault de sua ex-colega Fallon Bowman.
Talena participou do painel de jurados do reality show America's Hot Musician, ao lado de Chuck Royal e Marissa Regni. A estreia estava planejada para julho de 2007 na Oxygen Network. Um advogado representando a atual encarnação de Kittie serviu à American Youth Symphony (produtores do America's Hot Musician) uma carta de cease-and-desist pelo uso de imagens do clipe da canção "What I Always Wanted" na sequência de abertura do programa.
Depois de se aposentar da indústria musical em 2009, Atfield obteve um doutorado em antropologia na Universidade de Toronto no ano de 2018 e atualmente é especialista em relações e história indígenas. Em uma entrevista de julho de 2022 com a Media Relations, é revelado que ela é membro da Nação Kanien'kehá:ka das Seis Nações do Grand River, uma sociedade de povos indígenas sediada principalmente no Canadá.